# Кактуси Куби

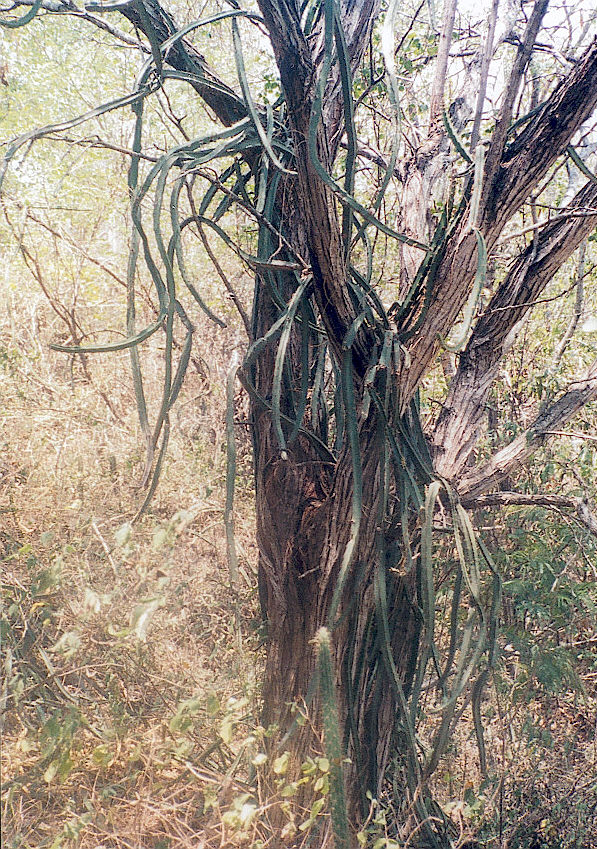
Selenicereus urbanianus

Кактусний світ Куби сповнений розмаїття. По всьому острову зустрічаються Hylocereus cubensis, численні види з родів Leptocereus і Harrisia. Берегові вапнякові тераси часто покриті саванами з рідко розкиданими пальмами і деревовидними, до 10 м заввишки і 60 см у діаметрі Dendrocereus nudiflorus. Але найбільш насиченим ареалом кубинських кактусів є провінція Орьєнте, де ростуть цілий ряд красивих представників роду Pilocereus, Selenicereus і Rhodocactus cubensis. У районі бухти Гуантанамо на вузьких берегових терасах Сьєрри-Маестро ростуть мініатюрні, всього до 30 см заввишки Opuntia triacantha та інші види опунцій.

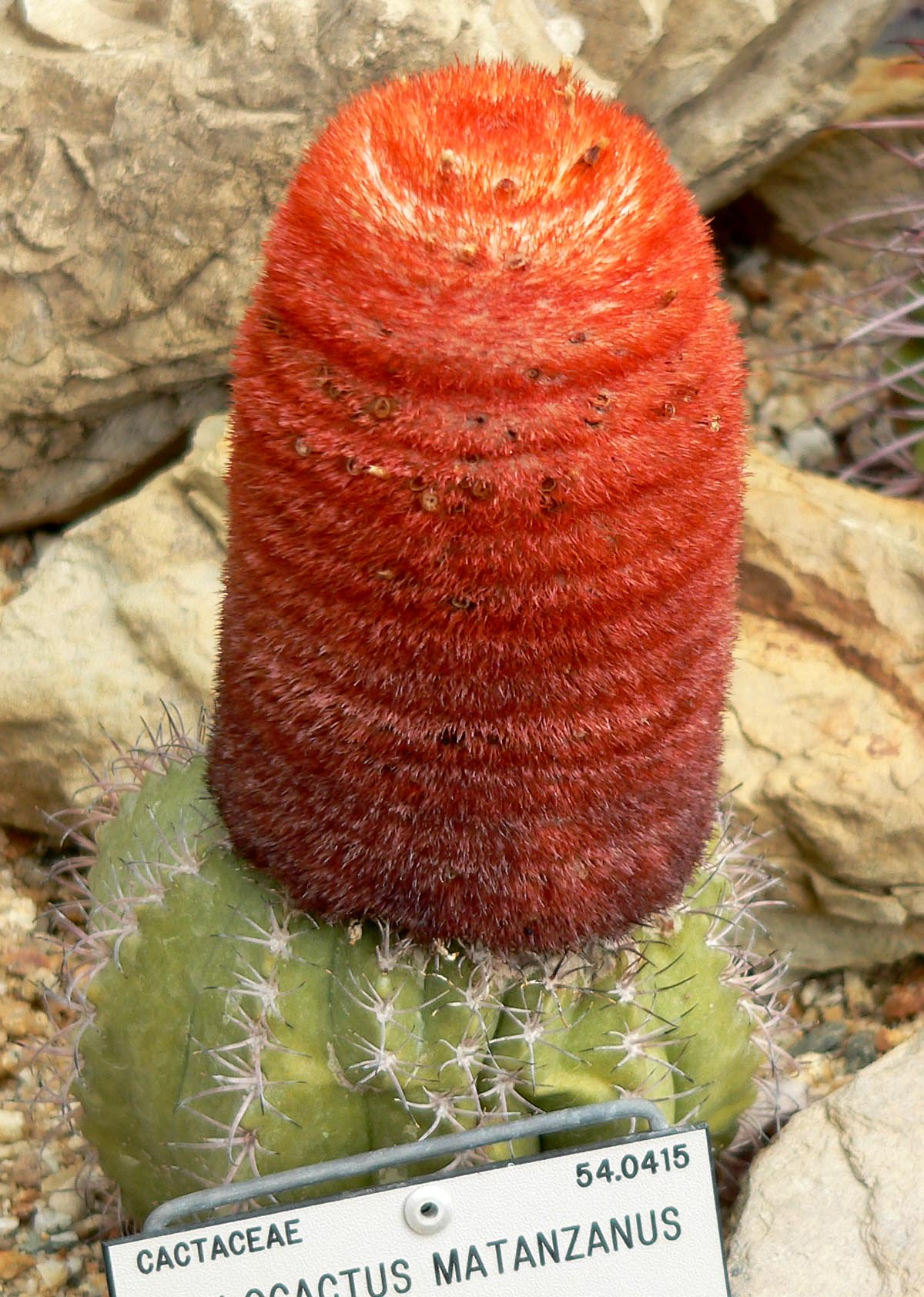
Melocactus matanzanus

Широку популярність принесли кактусам Куби її мелокактуси, що прикрашають колекції багатьох любителів. Перший кубинський вид цього роду Melocactus harlowii було знайдено в бухті Гуантанамо в 1912 році. За ним пішли Melocactus acunae, що росте на східному краю острова, Melocactus guitarii, знайдений в околицях Камагуей і найпопулярніший Melocactus ocujalii, що ховається в горах Сьєрра-Маестро, а не так давно угорський дослідник кактусів З. Месарош до вже відомих додав ще 5 видів цих своєрідних рослин: Melocactus nagii, що росте на схилах туфових гір Сьєрри-Маестро, Melocactus evae, з найбільшими для кубинських мелокактусів квітками, знайдений у бухти Гуантанамо між уламковими породами. У села Тортугілья на голих схилах нагір'я Баракоа ним відкриті великі групи Melocactus borhidii; недалеко від Кахабаба знайдені два різновиди Melocactus acunae. Тільки Melocactus jakusii і Melocactus radoszii виростають на деякому віддаленні від узбережжя, на серпантині схилів Сьєрра-Галана і у внутрішніх острогах нагір'я Баракоа. Melocactus matanzanus отримав свою назву від місцевості, в якій мешкає — провінція Матанзас. Escobaria cubensis — дуже рідкісний ендемічний вид — виростає на південно-східному узбережжі Куби. Це мініатюрна рослина, зазвичай не перевищує в діаметрі 3 сантиметрів, і цвіте влітку світлими жовтувато-зеленими квітками довжиною 2 сантиметри.